# 利琉固
利琉固（魯凱語：Liliwku），是台灣魯凱族傳說中的一種巨蛇，因為沒有多少人見過，相當神秘。

## 簡述
利琉固粗得就像人的大腿、長得就像房屋的橫樑，牠們主要住在深山草叢裡，移動的速度很快，目擊者往往只有一瞬間看到隨即消失，只在草叢裡留下牠們經過的痕跡，因此看過的人相當少，據說曾有一個吉露（Kinulane）部落的人在採芒果時看到把頭放在樹上休息的利琉固，嚇得直接昏了過去，但利琉固並不會害人。

## 其他
魯凱族傳說中的一種龍神：巴拉勒巴勒（Baralebale），和利琉固一樣難以捉摸，而且利琉固全是雌性、巴拉勒巴勒則全是雄性。